# Erioptera (Tasiocerodes) cnephosa
Erioptera (Tasiocerodes) cnephosa is een tweevleugelige uit de familie steltmuggen (Limoniidae). De soort komt voor in het Oriëntaals gebied.